# Daniel Iverson
Daniel Iverson, född 26 september 1890 i Brunswick, Georgia, död 3 januari 1977 i Asheville, North Carolina, var en presbyteriansk pastor i Georgia, South Carolina och North Carolina. Han var mellan 1927 och 1951  pastor i Shenandoah Presbyterian Church i Miami, Florida.

## Biografi
Iverson föddes 26 september 1890 i Brunswick, Georgia. Han var son till Haldor Iverson och Elevine Thorsten. Han studerade vid University of Georgia, Moody Bible Institute i Chicago, Columbia Theological Seminary och University of South Carolina. Iverson gifte sig med Vivian Frazier Thorpe. Han kom att arbeta som presbyteriansk pastor i Georgia, South Carolina och North Carolina. Iverson hjälpte till att grundade den Shenandoah Presbyterian Church i Miami, Florida år 1927 och blev samma år pastor i församlingen. Han gick i pension från tjänsten 1951. Iverson avled 3 januari 1977 i Asheville, North Carolina.

## Psalmer
- Ande, du som livet ger (Spirit of the Living God). Iverson skrev texten och musiken 1926.[2][1]